# 1845年10月30日日食
1845年10月30日日食为一次在协调世界时1845年10月30日出現的全環食。該次日食食分為1.0005，食甚維持0分2秒。

## 概述
這次日食的食分是1.0005，全環食維持0分2秒。

## 基本參數
- 類型：全環食
- 食甚資料：
  - 日期：1845年10月30日
  - 時間：23時51分58秒
  - 地點：69S 145E
  - 食分：1.0005
  - 日全環食持續時間：0分2秒

## 外部連結
- NASA日食專頁（页面存档备份，存于）（英文）